# ジュノン・スーパーボーイ・アナザーズ
ジュノン・スーパーボーイ・アナザーズ（JUNON SUPERBOY ANOTHERS）は、日本の音楽ユニット・男性グループ。略称はJBアナザーズ。結成は2015年。結成と同時に発足した自主レーベル「JUNON SUPERBOY ANOTHERS LABEL」が運営母体となっている。
多くの著名な俳優を輩出したオーディション「ジュノン・スーパーボーイ・コンテスト」初の音楽ユニットで、このコンテストでベスト100に選ばれながらも最終選考までは残れなかった中からメンバーが選抜されている。
結成時の年齢が18歳以上のチームシニア（TEAM SENIORITY）と、17歳以下のチームユース（TEAM YOUTH）の2つのチームに分かれており、結成時は両チームともに12名ずつの計24名で始動した。更に、候補生からスタートした2期生のチームカデット（TEAM CADET）、主に中部関西を活動の拠点とする3期生のミッドウェスト（MIDWEST）、さらに4期生のミドル(MIDDLE)がある。
ライブ・イベントやメディア出演などで活動するグループである一方で、メンバー間で様々な形で競い合う企画を行いながらCDデビューや俳優デビューを目指す、人材の発掘・育成を目的としたプロジェクトでもある。「日本のポップ文化の配信」を目的としたアジアへ向けた活動も展開している。

## 略歴
2015年に開催されたジュノン・スーパーボーイ・コンテストの第28回大会および2014年開催の第27回大会において、ベスト100以上に残りながらもファイナリストに進めなかった者に対し、「このまま去っていくのは惜しい」という声が集まった。その声に応じる形で有志によるプロジェクトが発足し、9月からアプリ「CHEERZ for MEN」にて敗者復活をかけた投票が始まった。そこで多くの支持を集めた24名がメンバーに選出された。
2015年11月23日、第28回のグランプリ決定大会において結成の発表と初披露が行われ、グループのスタイルや今後の活動の方向性が発表された。このステージ上で、チームユースの「Dreaming Day」、チームシニアの「いつかきっと」と、それぞれのCDデビュー曲候補を披露。これらの楽曲は板垣祐介が制作したもので、振り付けを竹中夏海が担当した。ここで「チームシニアとチームユースの2チームが5つの対決を行い、勝利したチームがCDデビュー」と提唱されていたが、いくつかの対決の開催が延期され、2016年内にはCDデビューすることなく24名での活動が続いている。
「メンバーパフォーマンス(公式ブログコメント数)対決」・「カラオケ楽曲対決」は、チームユースが勝利し、CDデビューに王手をかけたが、テレビ朝日CS1にて放送された冠番組にて行われた「胸キュン対決」・「全国ツアーライブパフォーマンス対決」はチームシニアが勝利し、2対2の同点。最後のバトル「CD予約数対決」は大幅に延期の末、2018年4月から7月にかけて行われ、デビューから2年半の末、対決は引き分けとして7月31日に両チームがCDデビューを果たした。また、その間に「先行デビューバトル」が行われ、その結果を元に5月30日にデジタル配信限定の楽曲「Unnostalgia」が発表された。
2016年8月から、東京・原宿のフードコート「JOL原宿」を常設劇場として定期公演を行う。10月、初の冠番組『ジュノン・スーパーボーイ・アナザーズの胸キュン選手権!』が放送開始。同年開催の第29回ジュノン・スーパーボーイ・コンテストを経て、チームカデットが作られた。
2017年1月から東京・渋谷の渋谷マルイにて定期公演『渋谷定期公演@渋谷丸井』を開催。同施設内にはグループのコンセプト・ショップも設けられた。
2017年開催の第30回ジュノン・スーパーボーイ・コンテストからは12名が3期生として加入し、ジュノン・スーパーボーイ・アナザーズ ミッドウェストとして、新たなチームではなく中部関西を拠点とする新グループとして発足し、活動をしている。大阪での定期公演の開催や動員数達成に伴う単独公演の開催、AbemaTVでの冠番組、新曲選抜やアナザーズの先輩チームとの兼任を決める対決が予定されている。

## メンバー
メンバーの中にはアイドルの兄や弟、大学のミスターコンテスト受賞者、Jリーグユース出身などの背景・経歴を持つ者が多くいる。
候補生12名が加入してから、結成時のメンバー24名は「一期生」と呼ばれるようになった。チームシニア（18歳以上）とチームユース（17歳以下）の年齢によるチーム分けは結成時のもので、ユースのメンバーも18歳になるとシニアに移る、というシステムではない。
2017年2月18日に行われた全国ツアー仙台公演にて、候補生の中から9名がチームカデットとして正式にグループへ加入。
2017年11月26日に行われた第30回コンテストの最終選考会にてミッドウェストメンバー12名の披露と同時に公式サイトが更新され、それに伴いメンバー一覧に未記載となったメンバーは元メンバーの項目へと移動とする。

### チームユース
| 名前      | よみ        | 生年月日              | 出身地 | 備考 |
| --------- | ----------- | --------------------- | ------ | ---- |
| 流合 真樹 | はぎえ まき | 1998年8月18日（26歳） | 東京都 |      |

### チームカデット
2016年11月27日、「第29回ジュノン・スーパーボーイ・コンテスト」にて、オリジナル曲「Heat of heart」を歌唱しお披露目。翌年2月に候補生を経た9人でカデットが結成となった。
現所属の6人に加えてミッドウェストから石橋・酒井・渡邉の3人が兼任している。

### ミッドウェスト
2017年11月26日、「第30回ジュノン・スーパーボーイ・コンテスト」内のJBアナザーズのステージにて、「Fallen Dreams」の初披露の曲中にお披露目。
現在「東京選抜メンバー」として石橋・酒井・渡邉がチームカデットと兼任している。
| 名前      | よみ            | 生年月日               | 出身地   | 備考               |
| --------- | --------------- | ---------------------- | -------- | ------------------ |
| 石橋 宏輝 | いしばし ひろき | 2002年1月11日（23歳）  | 大阪府   | チームカデット兼任 |
| 鈴木 栄響 | すずき えいき   | 2005年2月4日（20歳）   | 愛知県   |                    |
| 瀧井 楓馬 | たきい ふうま   | 2001年2月24日（24歳）  | 静岡県   |                    |
| 渡邉 駿輝 | わたなべ たかき | 1999年12月29日（25歳） | 神奈川県 | チームカデット兼任 |

### ミドル
| 名前      | よみ                | 生年月日               | 出身地   | 備考 |
| --------- | ------------------- | ---------------------- | -------- | ---- |
| 永塚 彪聖 | えいつか ひょうせい | 2004年5月5日（20歳）   | 茨城県   |      |
| 山村 瑠偉 | やまむら るい       | 2003年11月18日（21歳） | 神奈川県 |      |

### 元メンバー
| 名前        | よみ                | 生年月日               | 出身地   | 所属           | 備考 |
| ----------- | ------------------- | ---------------------- | -------- | -------------- | --- |
| 森下 拓実   | もりした たくみ     | 1995年4月29日（29歳）  | 東京都   | シニア         | 2017年2月卒業 |
| 日下部 玲弥 | くさかべ れいや     | 1995年11月7日（29歳）  | 埼玉県   | 候補生         | |
| 佐藤 愛斗   | さとう まなと       | 1999年11月25日（25歳） | 東京都   | 候補生         | |
| 長尾 基史   | ながお もとふみ     | 1998年1月14日（27歳）  | 東京都   | 候補生         | |
| 田中 那智   | たなか なち         | 1997年7月24日（27歳）  | 京都府   | シニア         | 現芸名「桜木那智」 2017年5月卒業 レプロエンタテインメントへ移籍 |
| 大越 晴護   | おおこし せいご     | 2000年11月8日（24歳）  | 神奈川県 | ユース         | 2017年7月卒業 |
| 河辺 隼門   | かわべ はやと       | 1996年12月11日（28歳） | 東京都   | シニア         | 2017年8月卒業 |
| 谷口 夢夕希 | たにぐち ゆうき     | 1998年12月3日（26歳）  | 富山県   | ユース         | 2017年11月26日の公式サイト更新後メンバー一覧に未記載 |
| 筒井 健     | つつい たける       | 1998年12月21日（26歳） | 京都府   | カデット       | 2017年11月26日の公式サイト更新後メンバー一覧に未記載 |
| 徳永 大翔   | とくなが やまと     | 2001年7月28日（23歳）  | 広島県   | カデット       | 2017年11月26日の公式サイト更新後メンバー一覧に未記載 |
| 沼田 鏡広   | ぬまた あきひろ     | 2002年5月8日（22歳）   | 茨城県   | カデット       | 2017年11月26日の公式サイト更新後メンバー一覧に未記載 |
| 西川 拓毅   | にしかわ ひろき     | 1993年10月4日（31歳）  | 兵庫県   | シニア         | チームシニア元リーダー 2018年9月卒業 |
| 林 裕一朗   | はやし ゆういちろう | 1996年11月6日（28歳）  | 大阪府   | シニア         | 「野田理人」への改名を経て、現芸名「林カラス」 ミスター関大2015 「新曲選抜バトル」投票1位 2018年10月卒業 エヴァーグリーン・エンタテイメントへ移籍                              |
| 小山 峻     | こやま しゅん       | 1999年9月22日（25歳）  | 京都府   | ユース         | チームユース元リーダー 2018年11月25日の公式サイト更新後メンバー一覧に未記載 |
| 藤井 陸也   | ふじい りくや       | 1999年7月9日（25歳）   | 岡山県   | ユース         | 2018年11月25日の公式サイト更新後メンバー一覧に未記載 |
| 髙橋 海斗   | たかはし かいと     | 2002年6月2日（22歳）   | 山形県   | カデット       | 2018年11月25日の公式サイト更新後メンバー一覧に未記載 |
| 狩山 陽太   | かりやま ひなた     | 1998年2月12日（27歳）  | 石川県   | ミッドウェスト | 2018年11月25日の公式サイト更新後メンバー一覧に未記載 |
| 下山 凜     | しもやま りん       | 2001年4月24日（23歳）  | 静岡県   | ミッドウェスト | 2018年11月25日の公式サイト更新後メンバー一覧に未記載 |
| 藤野 玲叶   | ふじの れいと       | 2002年9月29日（22歳）  | 宮崎県   | ミッドウェスト | 2018年11月25日の公式サイト更新後メンバー一覧に未記載 |
| 浦崎 右京   | うらさき うきょう   | 1994年10月17日（30歳） | 沖縄県   | シニア         | 2018年12月卒業 |
| 名須川 将太 | なすかわ しょうた   | 2003年1月20日（22歳）  | 大阪府   | ミッドウェスト | 2019年3月卒業 2021年1月11日「T1419」のZEROとして韓国デビュー |
| 財前 優一   | ざいぜん ゆういち   | 1995年7月21日（29歳）  | 東京都   | シニア         | 2019年10月卒業 |
| 酒井 拓武   | さかい たくむ       | 1996年6月6日（28歳）   | 新潟県   | ミッドウェスト | チームカデット兼任 2019年11月卒業 |
| 佐藤 晴哉   | さとう せいや       | 2001年2月21日（24歳）  | 宮城県   | ミッドウェスト | 卒業時期不明 |
| 久保田 幸貴 | くぼた こうき       | 1996年4月2日（28歳）   | 福岡県   | シニア         | 卒業時期不明 |
| 高津 一樹   | たかつ かずき       | 1996年7月19日（28歳）  | 佐賀県   | シニア         | 卒業時期不明 |
| 長田 真英   | おさだ まさひで     | 1996年5月16日（28歳）  | 神奈川県 | カデット       | 2019年12月卒業 |
| 河野 晴日   | かわの はるひ       | 2001年1月17日（24歳）  | 兵庫県   | カデット       | 『NHK高校講座 国語表現』2018年度レギュラー 2020年3月卒業 |
| 若菜 元貴   | わかな げんき       | 1996年3月23日（28歳）  | 愛知県   | シニア         | 2020年4月卒業 ジュノン・スーパーボーイ・アナザーズ元リーダー 兄はBOYS AND MENの元メンバー・若菜太喜 2016年「メンバーブログ人気対決」1位                                        |
| 田原 颯大   | たはら そうた       | 1997年10月21日（27歳） | 岐阜県   | ミドル         | 2020年4月卒業 |
| 久米 柊矢   | くめ しゅうや       | 2004年2月1日（21歳）   | 大阪府   | ミドル         | 卒業時期不明 |
| 稲葉 貫志   | いなば かんし       | 2002年11月18日（22歳） | 大阪府   | ミッドウェスト | 卒業時期不明 |
| 中村 圭允   | なかむら けいん     | 1999年3月14日（25歳）  | 兵庫県   | ミドル         | 卒業時期不明 2021年4月にテレビ熊本に就職し、同年9月に退職 |
| 黒田 歩夢   | くろだ あゆむ       | 1999年2月11日（26歳）  | 大阪府   | ユース         | 卒業時期不明（2020年9月24日の公式サイトメンバー一覧に未記載） のち2021年9月、詐欺容疑で逮捕・起訴される。2022年1月、架空の投資を話持ち掛け現金を騙し取った疑いで再逮捕された。 |
| 米丸 日向   | よねまる ひなた     | 2000年3月25日（24歳）  | 大阪府   | ユース         | 卒業時期不明 NIKのメンバー |
| 長橋 秀行   | ながはし ひでゆき   | 2000年1月23日（25歳）  | 静岡県   | ミドル         | 卒業時期不明 NVRLNDのメンバー |
| 小山 龍雅   | こやま りゅうが     | 2000年4月19日（24歳）  | 大阪府   | カデット       | 卒業時期不明 |
| 井上 雅大佳 | いのうえ まさたか   | 2004年2月18日（21歳）  | 岐阜県   | ミッドウェスト | 卒業時期不明 |
| 和田 将吾   | わだ しょうご       | 1997年9月13日（27歳）  | 大阪府   | シニア         | 2021年4月卒業 |
| 佐藤 颯     | さとう はやて       | 1999年8月27日（25歳）  | 山梨県   | ユース         | 2021年4月卒業 |
| 大島 海     | おおしま かい       | 1998年2月2日（27歳）   | 神奈川県 | カデット       | 2021年4月卒業 |
| 大岡 泰三   | おおおか たいぞう   | 2000年4月11日（24歳）  | 岡山県   | ユース         | 2021年5月卒業 |
| 中島 拓人   | なかじま たくと     | 1997年7月26日（27歳）  | 東京都   | カデット       | 2021年6月卒業 チームカデット元リーダー ミュージカル『テニスの王子様』3rdシーズン 海堂薫役                                                                                      |
| 前嶋 曜     | まえじま よう       | 1997年4月21日（27歳）  | 神奈川県 | シニア         | 2021年10月卒業 『仮面ライダーアマゾンズ シーズン2』主演 |
| 西原 竜平   | にしはら りゅうへい | 2000年1月6日（25歳）   | 東京都   | ユース         | 2022年1月31日卒業 ジュノン・スーパーボーイ・アナザーズ 元副リーダー |
| 杉山 真宏   | すぎやま まひろ     | 1998年8月5日（26歳）   | 東京都   | ユース         | 2022年3月31日卒業 |
| 伊地智 頼統 | いぢち らいと       | 2000年1月16日（25歳）  | 京都府   | ユース         | 2022年5月31日卒業 |

## ユニット
シニア・ユースでそれぞれのチーム内で6人ずつの2ユニットに分かれている。
- チームブラック

河辺隼門、久保田幸貴、西川拓毅、前嶋曜、森下拓実、和田将吾
- チームブロンド

浦崎右京、財前優一、高津一樹、田中那智、林裕一朗、若菜元貴
- チームパール

伊地智頼統、大越晴護、黒田歩夢、小山峻、佐藤颯、藤井陸也
- チームシアン

大岡泰三、杉山真宏、谷口夢夕希、西原竜平、流合真樹、米丸日向

## 作品

### 配信限定
| #   | リリース日    | タイトル    | 規格品番 | 備考                                                     |
| --- | ------------- | ----------- | -------- | -------------------------------------------------------- |
| 1st | 2018年5月30日 | Unnostalgia |          | 参加メンバーは杉山・河野・若菜・財前・佐藤颯・大岡・西川 |

### シングル
| #   | リリース日    | タイトル      | 規格品番                            | 備考                                                             |
| --- | ------------- | ------------- | ----------------------------------- | ---------------------------------------------------------------- |
| 1st | 2018年7月31日 | Road to Union | JBAL-0001（CD+DVD） JBAL-0002（CD） | 発売日までユース・シニアどちらのチームによる楽曲かは不明となる。 |

### その他の楽曲
いずれもライブでは披露されているが、音源としてのリリースはされていない。冠ラジオ番組で流れた音源は非メンバーによる仮歌音源となる。また、一部を除いたほとんどの楽曲は作詞・作曲者が公表されていない。
| タイトル          | 備考 |
| ----------------- | --- |
| Dreaming day      | チームユースによる楽曲。当初は勝利チームはこの楽曲でのデビューの予定であった。 |
| いつか きっと     | チームシニアによる楽曲。当初は勝利チームはこの楽曲でのデビューの予定であった。また、メンバーの財前が作詞に関わっている。                                                                                        |
| MIRACLE           | シニア・ユース両チームから選抜された12名による楽曲。参加メンバーは伊地知・浦崎・河辺・久保田・黒田・小山・西川・西原・林・森下・米丸・若菜。 また、アナザーズ楽曲で唯一第一興商にてカラオケ配信が行われている。 |
| 飴色              | 全体曲。発表当初は「ameiro」や「アメイロ」という表記がなされていた。 |
| Changing          | 全体曲。 |
| High way twilight | チームパールによる楽曲。 |
| Flying            | チームブラックによる楽曲。 |
| Coming back       | チームブロンドによる楽曲。 |
| 過干渉サポーター  | チームシアンによる楽曲。 |
| 僕らの足跡        | ファン投票にて選出された人気メンバー上位10人での楽曲。参加メンバーは林・若菜・杉山・佐藤颯・大岡・西原・前嶋・流合・藤井・小山峻。                                                                              |
| Nudy eye          | チームシニアによる楽曲。 |
| Heat of heart     | チームカデット初のオリジナル曲。 |
| Imitation love    | チームユースによる楽曲。 |
| Be with you       | で勝利したチームパールの楽曲。 |
| SUPERBOYS         | 参加メンバーは浦崎・大岡・久保田・小山峻・佐藤颯・西川・西原・米丸・若菜。 |
| SHINKAI           | チームシニアによる楽曲。 |
| We aren't alone   | チームカデットによる楽曲。 |
| Fallen Dreams     | 全体曲。2期生・3期生も含めた全メンバーによる全体曲はこれが初。また、ミッドウェストメンバーの初参加曲でもある。                                                                                                  |
| Yourself          | ミッドウェスト初のオリジナル曲。「新曲選抜ランキングバトル」にて選出された6人による楽曲。参加メンバーは渡邉・酒井・下山・瀧井・石橋・鈴木。                                                                     |

## 出演

### テレビ番組
- ジュノン・スーパーボーイ・アナザーズの胸キュン選手権!（2016年10月 - 、テレビ朝日CS1）[8]
- Music B.B.（2016年11月 - ）[16]

### ラジオ
- ジュノン・スーパーボーイ・アナザーズ レディオ・ラボ（2016年 - 、TOKYO FM） - 浦崎、西川、若菜、前嶋[17]

### ウェブドラマ
- 仮面ライダーアマゾンズ シーズン2（2017年、Amazonプライム・ビデオ） - 前嶋（主演・千翼 役）[18]

### 舞台
- 舞台版 幽霊塔（2017年3月） - 長田、西川[19]
- イケメン戦国 THE STAGE〜真田幸村編〜（2017年4月） - 黒田、杉山、田中、財前、和田[20]
- イケメン戦国 THE STAGE〜織田軍 VS "海賊" 毛利元就編〜（2017年8・9月） - 黒田、杉山、田中、財前、和田[21]
- 舞台「OZMAFIA!!」（2017年9月） - 河野[22]
- BURLESQUE JBA（2017年9月30日・10月1日） - 林、久保田、若菜、杉山、和田、財前、黒田、伊地智、大島、高津、長田、河野、中島、米丸、大岡[23]

## 書籍
- ローソンHMV×WEGO×SUPERBOY ANOTHERS ファッションフォトカードブック（2016年、ローソンHMVエンタテイメント）

### 連載
- 月刊ローチケHMV「ジュノン・スーパーボーイ・アナザーズのスーパーボーイ宣言!」（2017年、ローソンHMVエンタテイメント）[24]